# Doumely-Bégny
Pour les articles homonymes, voir Doumely (homonymie) et Bégny.
Doumely-Bégny est une commune française, située dans le département des Ardennes en région Grand Est.

## Géographie
| Givron  |                | Draize           |
|         | Doumely-Brégny |                  |
| Chappes |                | Justine-Herbigny |

### Hydrographie
La commune est dans la région hydrographique « la Seine du confluent de l'Oise (inclus) à l'embouchure » au sein du bassin Seine-Normandie. Elle est drainée par le ruisseau Doumely, le ruisseau des Paquis et le cours d'eau 01 de la commune de Wasigny,.
Le ruisseau Doumely, d'une longueur de 12 km, prend sa source dans la commune de Rocquigny et se jette  dans la Vaux à Justine-Herbigny, après avoir traversé cinq communes.

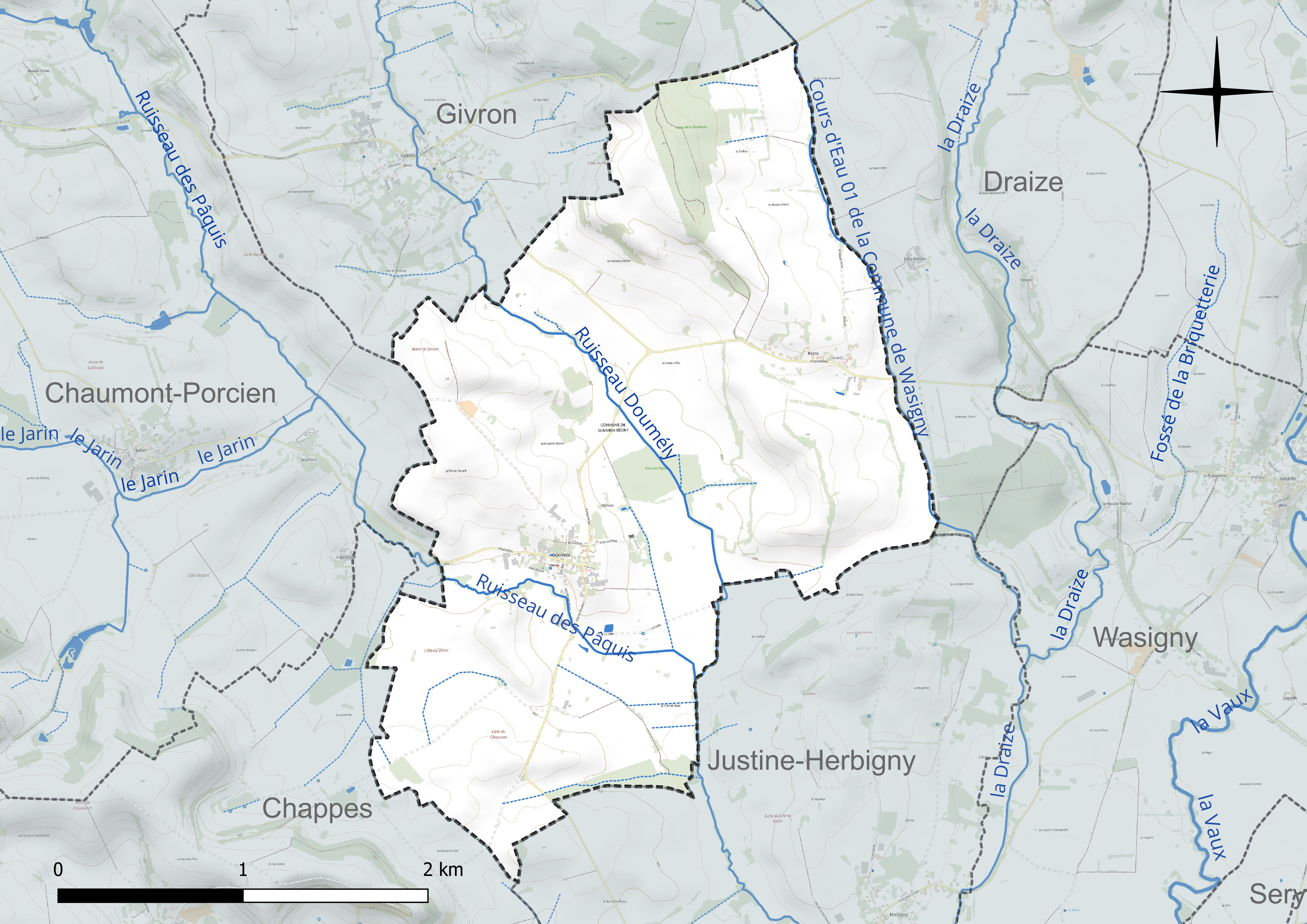
Réseau hydrographique de Doumely-Bégny.

### Climat
Pour des articles plus généraux, voir Climat du Grand Est et Climat des Ardennes.
En 2010, le climat de la commune est de type climat océanique dégradé des plaines du Centre et du Nord, selon une étude du Centre national de la recherche scientifique s'appuyant sur une série de données couvrant la période 1971-2000. En 2020, Météo-France publie une typologie des climats de la France métropolitaine dans laquelle la commune est exposée à un climat océanique altéré et est dans la région climatique Nord-est du bassin Parisien, caractérisée par un ensoleillement médiocre, une pluviométrie moyenne régulièrement répartie au cours de l’année et un hiver froid (3 °C).
Pour la période 1971-2000, la température annuelle moyenne est de 10 °C, avec une amplitude thermique annuelle de 15,6 °C. Le cumul annuel moyen de précipitations est de 796 mm, avec 12,2 jours de précipitations en janvier et 9,2 jours en juillet. Pour la période 1991-2020, la température moyenne annuelle observée sur la station météorologique de Météo-France la plus proche, « Signy-l'abbaye », sur la commune de Signy-l'Abbaye à 12 km à vol d'oiseau, est de 10,2 °C et le cumul annuel moyen de précipitations est de 1 060,5 mm. 
La température maximale relevée sur cette station est de 40 °C, atteinte le 25 juillet 2019 ; la température minimale est de −20,5 °C, atteinte le 17 janvier 1985,,.
Les paramètres climatiques de la commune ont été estimés pour le milieu du siècle (2041-2070) selon différents scénarios d'émission de gaz à effet de serre à partir des nouvelles projections climatiques de référence DRIAS-2020. Ils sont consultables sur un site dédié publié par Météo-France en novembre 2022.

## Urbanisme

### Typologie
Au 1er janvier 2024, Doumely-Bégny est catégorisée commune rurale à habitat dispersé, selon la nouvelle grille communale de densité à 7 niveaux définie par l'Insee en 2022.
Elle est située hors unité urbaine et hors attraction des villes,.

### Occupation des sols
L'occupation des sols de la commune, telle qu'elle ressort de la base de données européenne d’occupation biophysique des sols Corine Land Cover (CLC), est marquée par l'importance des territoires agricoles (96,5 % en 2018), une proportion identique à celle de 1990 (96,5 %). La répartition détaillée en 2018 est la suivante : 
prairies (49,1 %), terres arables (47,4 %), forêts (3,5 %). L'évolution de l’occupation des sols de la commune et de ses infrastructures peut être observée sur les différentes représentations cartographiques du territoire : la carte de Cassini (XVIIIe siècle), la carte d'état-major (1820-1866) et les cartes ou photos aériennes de l'IGN pour la période actuelle (1950 à aujourd'hui).

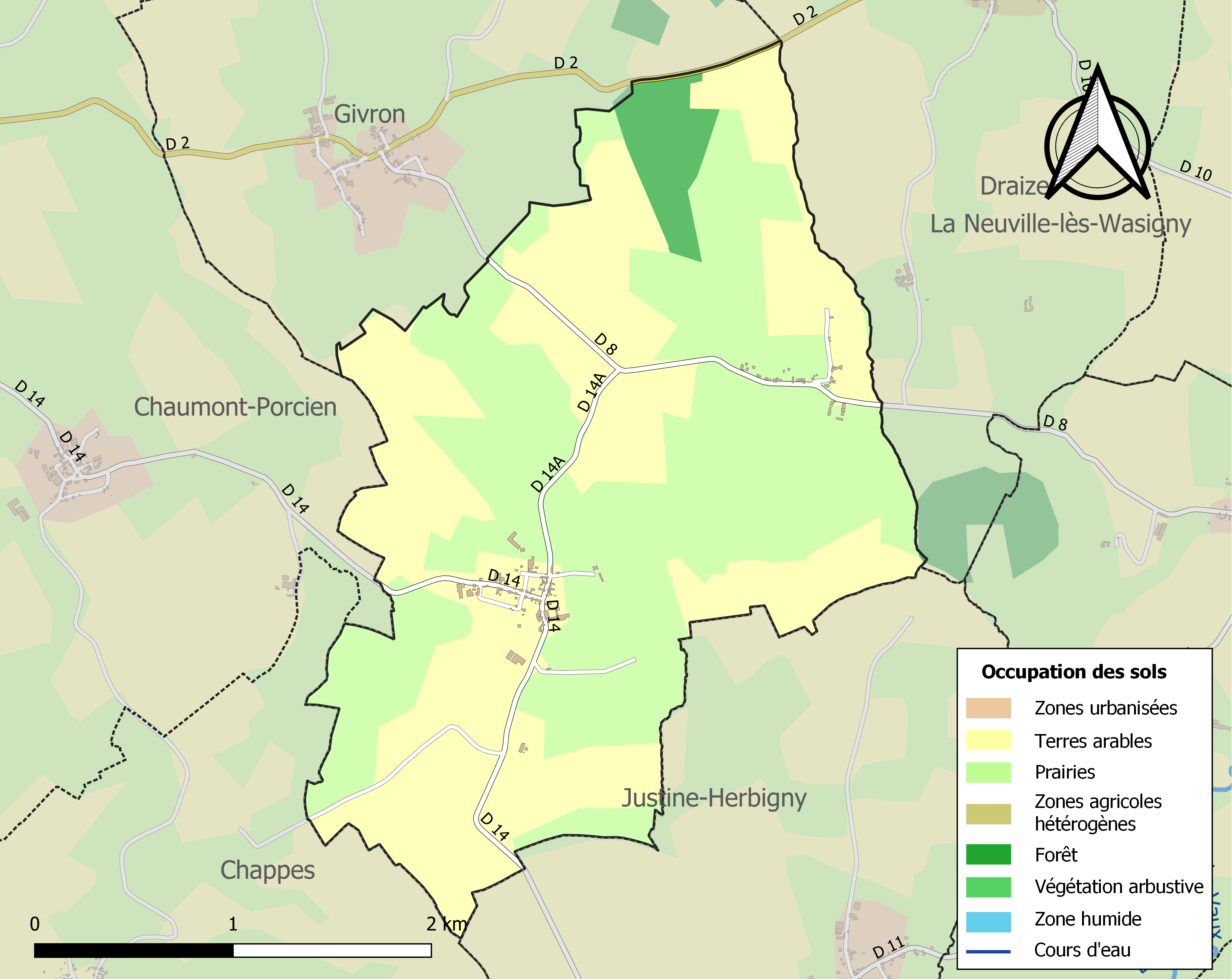
Carte des infrastructures et de l'occupation des sols de la commune en 2018 (CLC).

## Histoire
La commune a été créée en 1829 par la fusion des deux anciennes communes de Doumely et Bégny.

## Politique et administration
| Période                                  | Période                      | Identité                                      | Étiquette | Qualité     |
| ---------------------------------------- | ---------------------------- | --------------------------------------------- | --------- | ----------- |
| Mars 1977                                | mars 2008                    | Bernard Ledouble                              |           |             |
| Mars 2008                                | 2014                         | Paul Bailly                                   | MoDem     |             |
| Mars 2014                                | En cours (au 3 juillet 2020) | Alain Masseau, Réélu pour le mandat 2020-2026 | SE        | Agriculteur |
| Les données manquantes sont à compléter. |                              |                                               |           |             |

## Démographie
L'évolution du nombre d'habitants est connue à travers les recensements de la population effectués dans la commune depuis 1793. Pour les communes de moins de 10 000 habitants, une enquête de recensement portant sur toute la population est réalisée tous les cinq ans, les populations de référence des années intermédiaires étant quant à elles estimées par interpolation ou extrapolation. Pour la commune, le premier recensement exhaustif entrant dans le cadre du nouveau dispositif a été réalisé en 2008.

En 2022, la commune comptait 78 habitants, en évolution de −1,27 % par rapport à 2016 (Ardennes : −2,97 %, France hors Mayotte : +2,11 %).
| 1793 | 1800 | 1806 | 1821 | 1831 | 1836 | 1841 | 1846 | 1851 |
| ---- | ---- | ---- | ---- | ---- | ---- | ---- | ---- | ---- |
| 223  | 254  | 306  | 291  | 423  | 434  | 423  | 427  | 417  |

| 1866 | 1872 | 1876 | 1881 | 1886 | 1891 | 1896 | 1901 | 1906 |
| ---- | ---- | ---- | ---- | ---- | ---- | ---- | ---- | ---- |
| 385  | 337  | 331  | 297  | 300  | 289  | 283  | 269  | 258  |

| 1911 | 1921 | 1926 | 1931 | 1936 | 1946 | 1954 | 1962 | 1968 |
| ---- | ---- | ---- | ---- | ---- | ---- | ---- | ---- | ---- |
| 234  | 244  | 226  | 217  | 189  | 154  | 157  | 145  | 138  |

| 1975 | 1982 | 1990 | 1999 | 2006 | 2008 | 2013 | 2018 | 2022 |
| ---- | ---- | ---- | ---- | ---- | ---- | ---- | ---- | ---- |
| 81   | 78   | 77   | 86   | 94   | 96   | 87   | 73   | 78   |

## Culture locale et patrimoine

### Lieux et monuments
- Église Saint-Rémy de Doumely.
- Église Saint-Nicolas de Bégny.
- Château de Doumely du XVIe siècle classé monument historique, restauré par un particulier. Ses quatre tours ont la forme particulière de goutte d'eau. À côté du château, une bergerie du VIIe borde la cour trapézodïale. Les visites du parc sont acceptées. Deux fois par an, des animations autour de la vie au Moyen Âge y sont organisées. Un projet d'exposition permanente sur le thème des jardins est à l'étude.

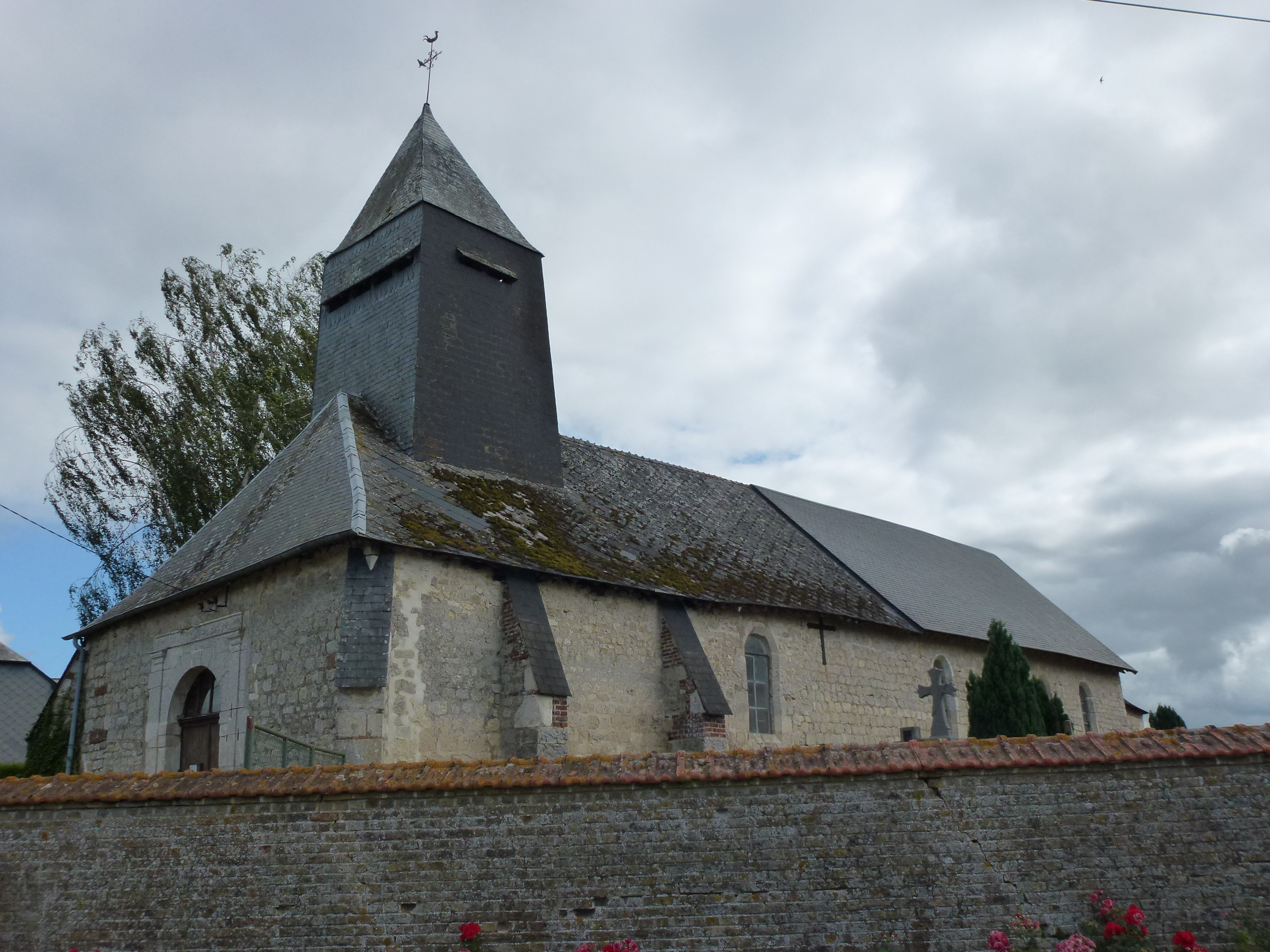
Église Saint-Rémi de Doumely.
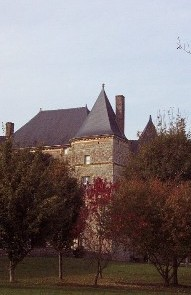
Château de Doumely vu du parc.
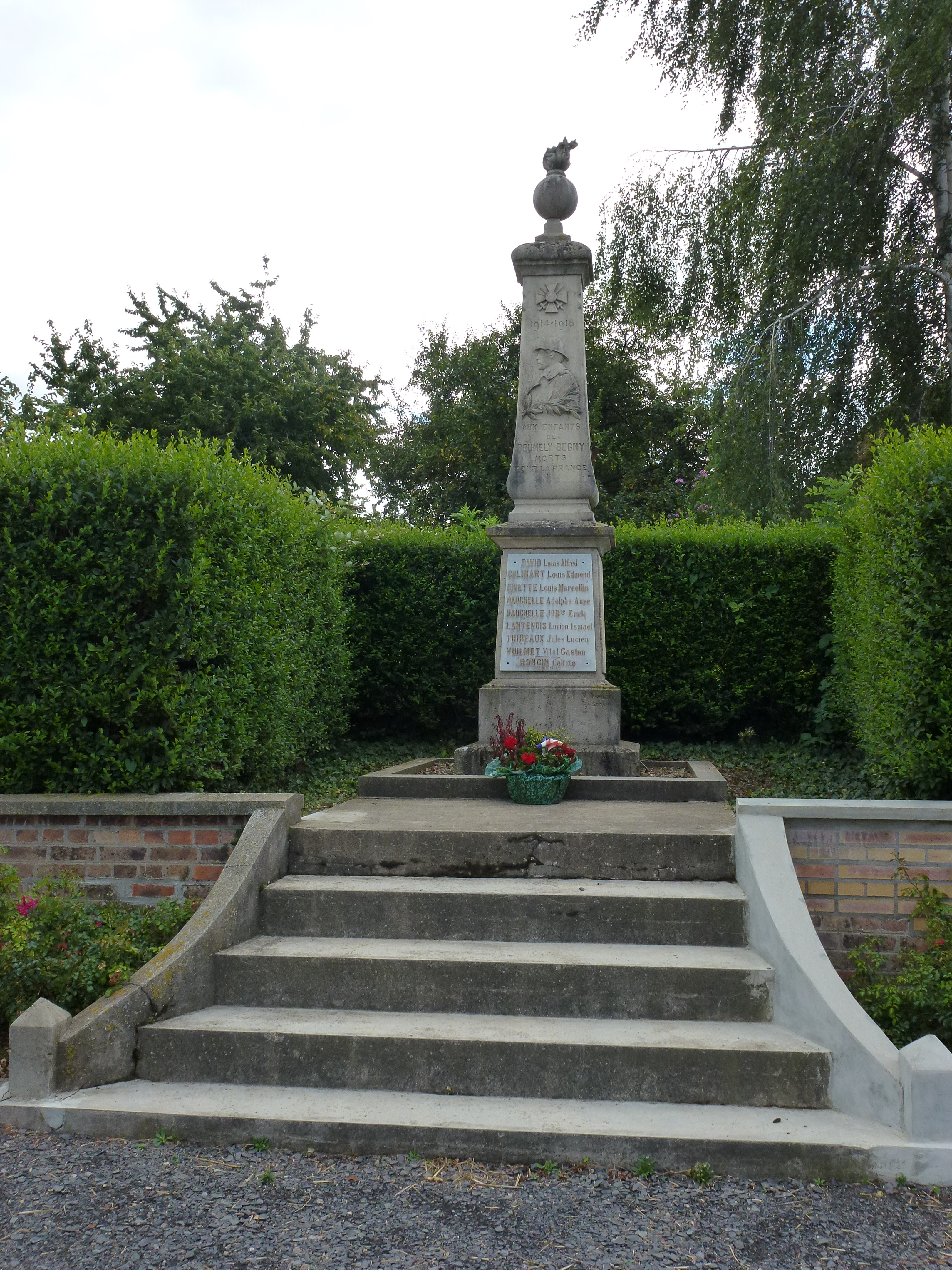
Monument aux morts.